# Ana Cabecinha

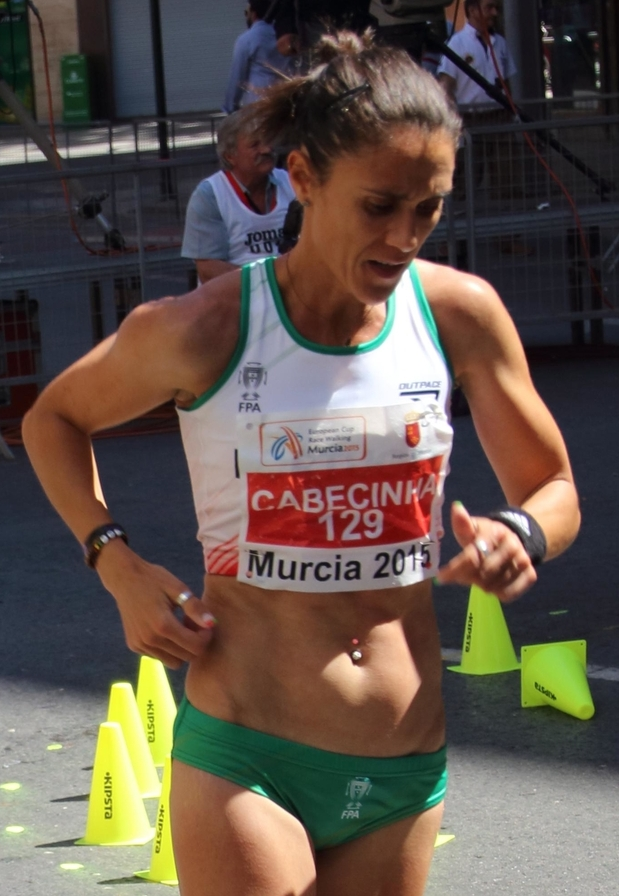
Ana Cabecinha, 2015

Ana Cabecinha (* 29. April 1984 in Santiago Maior, Beja) ist eine portugiesische Leichtathletin, die 2008 den achten Platz im 20-Kilometer-Gehen bei den Olympischen Spielen erreichte, 2016 war sie Sechste.
Cabecinha gewann 2003 die Bronzemedaille bei den Junioreneuropameisterschaften im 10.000-Meter-Bahngehen. 2005 und 2008 siegte sie bei der portugiesischen Meisterschaft über diese Distanz. 2006 und 2010 gewann sie jeweils bei den iberoamerikanischen Meisterschaften über 10.000 Meter.
2005 belegte Cabecinha den vierten Platz bei den U23-Europameisterschaften im 20-Kilometer-Straßengehen. Bei den Olympischen Spielen 2008 belegte sie den achten Platz über 20 Kilometer und ging dabei in 1:27:46 persönliche Bestzeit; sie lag dabei als beste Portugiesin zwei Plätze vor Vera Santos. Zwei Jahre später belegte sie bei den Europameisterschaften 2010 ebenfalls den achten Platz, diesmal lag sie allerdings zwei Plätze hinter Vera Santos.
Ihre persönliche Bestleistung über 20 Kilometer liegt bei 1:27:46 Stunden, aufgestellt bei den Olympischen Spielen 2008 in Peking. Bei einer Körpergröße von 1,68 Meter beträgt ihr Wettkampfgewicht 52 Kilogramm.